# Restauração (processo)
Restauração (refurbishment, em inglês), também às vezes renovação, é um processo industrial de manutenção e/ou reparo.
O produto que sofre essa restauração é às vezes denominado lustrado.
Muitos fabricantes, como Apple, Samsung e SanDisk, em alguns casos, ao invés de efetuar a manutenção do produto com prazo de espera como é comum dentro do termo da garantia de fábrica, preferem fazer o recolhimento do mesmo e a concessão de um novo produto. Por vez, o produto recolhido é reparado e posto novamente à venda como "refurbished", muitas vezes com valor inferior de até 50% comparado ao novo e prazos de garantia curtos.
A aquisição de produtos nesta condição é bastante comum no mercado americano, porém sempre dividiu a opinião do público consumidor. 